# Dereçiftlik
Dereçiftlik ist ein Dorf im Landkreis Honaz der türkischen Provinz Denizli. Dereçiftlik liegt etwa 30 km nordöstlich der Provinzhauptstadt Denizli und 13 km nordöstlich von Honaz. Dereçiftlik hatte laut der letzten Volkszählung 746 Einwohner (Stand Ende Dezember 2010).